# فالنتين سانون
فالنتين سانون (بالفرنسية: Valentin Sanon)‏ مواليد 20 مايو 1980، هو لاعب كرة مضرب من ساحل العاج سابق بدأ مسيرته كمحترف سنة 2000 وكان يلعب باليد اليمنى. أعلى تصنيف له في الفردي كان المركز الـ 339 في سنة 2004. أعلى تصنيف له في الزوجي كان المركز الـ 376 في سنة 2006.

## النهائيات
| الرقم | التاريخ        | الدورة | الأرضية | المنافس في النهائي | النتيجة                 |
| 1.    | 19 مايو 2003   | أكادير | ترابية  | براين دابيول       | 6–4, 6–2                |
| 2.    | 23 فبراير 2004 | بنين   | صلبة    | غيوم كويلارد       | 1–6, 7–6(7–4), 7–6(7–4) |
| 3.    | 15 أغسطس 2005  | لاغوس  | صلبة    | هنري أدجي-داركو    | 7–6(7–2), 6–3           |

## روابط خارجية
- فالنتين سانون على موقع رابطة محترفي التنس (الإنجليزية)
- فالنتين سانون على موقع الاتحاد الدولي لكرة المضرب (الإنجليزية)
- فالنتين سانون على موقع كأس ديفيز (الإنجليزية)
- فالنتين سانون على موقع خلاصة التنس.كوم (الإنجليزية)